# Ira
La ira, cólera, enfado, rabia, enojo o furia es una emoción que se expresa a través del resentimiento o de la irritabilidad. Los efectos físicos de la ira incluyen aumento del ritmo cardíaco, de la presión sanguínea y de los niveles de adrenalina y noradrenalina. Algunos ven la ira como parte de la respuesta cerebral de atacar o huir de una amenaza o daño percibido. La ira se vuelve el sentimiento predominante en el comportamiento cognitivo y fisiológico cuando una persona hace la decisión consciente de adoptar medidas para detener inmediatamente el comportamiento amenazante de otra fuerza externa. La ira puede tener muchas consecuencias físicas y mentales.
Las acciones de ira se denominan comúnmente, a saber: enojarse, enfadarse (en España), molestarse, disgustarse, quillarse o ponerse guapo (en la República Dominicana), calentarse, ponerse bravo (en Colombia, Venezuela y Argentina), sulfurarse (en Honduras, Nicaragua y El Salvador), arrecharse (en Venezuela, considerado un término malsonante), encabronarse o enfurecerse (en México).[cita requerida]

## Etimología
La palabra ira proviene del latín ira (cólera, enojo). De ahí también las palabras: airar, iracundo y airado. La palabra latina proviene de la raíz indoeuropea *eis- (mover rápidamente, pasión), que dio ἱερός (hieros = sagrado) en griego, y de ahí las palabras jerarquía y jeroglífico.

## Complejidades

### Concepto psicológico, filosófico y social
Las expresiones externas de la ira se pueden encontrar en la expresión facial, lenguaje corporal, respuestas fisiológicas, y, en momentos, en actos públicos de agresión. Humanos y animales por ejemplo hacen fuertes sonidos, intentan verse físicamente más grandes que el agresor o el oponente, mostrar los dientes, y mirarse fijamente. La ira es un patrón de comportamiento diseñado para advertir a agresores para que paren su comportamiento amenazante. Rara vez ocurre un altercado físico sin una previa expresión de ira de por lo menos uno de los participantes. Mientras la mayoría de los que experimentan ira explican su despertar como un resultado de "lo que les ha pasado a ellos," los psicólogos apuntan que una persona irritable puede fácilmente estar equivocada porque la ira causa una pérdida en la capacidad de auto-monitorearse y en la observación objetiva.
Psicólogos antiguos ven la ira como una emoción primordial, natural, y madura experimentada por todos los humanos en ocasiones, y como algo que tiene valor funcional para sobrevivir. La ira puede movilizar recursos psicológicos para una acción correctiva. La ira incontrolada puede, sin embargo, afectar negativamente personal o socialmente la calidad de vida. Mientras muchos filósofos y escritores han advertido sobre los ataques de ira espontáneos y descontrolados, ha habido desacuerdo sobre el valor intrínseco de la ira.[cita requerida] El lidiar con la ira ha sido tratado en los escritos de los más tempranos escritores hasta los tiempos modernos. Los psicólogos modernos, en contraste a los más tempranos, han también señalado los posibles efectos dañinos de la supresión de la ira.[cita requerida] Manifestaciones de ira pueden ser usadas como una estrategia de manipulación mental para influir socialmente.[cita requerida]
La ira es vista como una forma de reacción y respuesta de evolución para permitir a la gente enfrentarse con amenazas. Tres tipos de ira son reconocidos por los psicólogos: la primera forma de ira, llamada “ira precipitada y repentina” por Joseph Butler, un obispo del siglo XVIII, está conectada al impulso de autopreservación. Es compartida por humanos y animales y ocurre cuando están atormentados o atrapados. El segundo tipo de ira es llamada “ira estable e intencionada” y es una reacción a una percepción de daño o trato injusto por otros de manera malintencionada. Estas dos formas de ira son “episódicas”. El tercer tipo de ira es, sin embargo, recurrente y está relacionada más con los rasgos de carácter que con los instintos o pensamientos. Irritabilidad, resentimiento y actitudes de mala educación son ejemplos de ira.
Potencialmente, la ira puede movilizar recursos psicológicos y determinación para impulsar la corrección de conductas equivocadas, la promoción de justicia social, la comunicación de los sentimientos negativos y la reparación de agravios. Asimismo, puede facilitar la paciencia. Por otro lado, la ira puede ser destructiva cuando no encuentra su salida apropiada en la expresión. En su forma fuerte disminuye la capacidad para procesar información y para ejercer el control cognitivo de la conducta. Una persona enfadada puede perder su objetividad, la empatía, la prudencia o la consideración y puede causar daño a otros. Hay una clara distinción entre la ira y la agresión (verbal o física, directa o indirecta), incluso a pesar de que se influyen mutuamente. Mientras que la ira puede activar la agresión o aumentar su probabilidad o intensidad, no es ni necesaria ni una condición suficiente para la agresión.
En la sociedad moderna, la ira es vista como una respuesta inmadura o incivilizada a la frustración, la amenaza, violación o pérdida.[cita requerida] Por el contrario, mantener la calma ante una provocación se considera admirable.[cita requerida] Este condicionamiento puede causar expresiones inapropiadas de ira como los estallidos de violencia incontrolada, la ira mal dirigida o la represión de todos los sentimientos cuando estos, en teoría, serían una respuesta adecuada a la situación. La ira que está constantemente "embotellada" puede conducir a la persistencia de los pensamientos o acciones violentas, las pesadillas y los síntomas, incluso físicos[cita requerida]. La ira también puede agravar enfermedades de salud mental, problemas como la depresión clínica[cita requerida]. La ira puede avivar las llamas de la paranoia y el prejuicio, incluso en condiciones normales y situaciones cotidianas.[cita requerida]
La gente tiende a expresar su ira pasiva o agresiva a través del comportamiento de atacar o huir. En la ira pasiva o "de huida", la respuesta es la represión y la negación del comportamiento agresivo. Sin embargo, la ira agresiva se caracteriza por el comportamiento agresivo, que está asociado con la respuesta de "atacar", así como el uso de la fuerza física y verbal, a los abusos y herir a la otra persona.
Las palabras ira y rabia se han imaginado estar en extremos opuestos de un continuo emocional, una leve irritación y molestia en un extremo y la rabia, o furia asesina en el otro, las dos están indisolublemente vinculadas en el idioma inglés con una referencia a la otra en la mayoría de las definiciones del diccionario. Recientemente, (2008 Sue Parker Hall) ha desafiado esta idea, que conceptualiza la ira como una emoción positiva, pura y constructiva, que siempre es respetuosa de los demás, sólo utilizada para protegerse a sí mismo en dimensiones física, emocional, intelectual y espiritual en las relaciones. Ella sostiene que la ira se origina a una edad entre los 18 meses a 3 años a fin de proporcionar la motivación y la energía para la etapa de individualización del desarrollo en que un niño comienza a separarse de sus cuidadores y afirmar sus diferencias. La ira surge en el momento mismo que el pensamiento se desarrolla, por lo tanto, siempre es posible acceder a las capacidades cognitivas y sentir ira, al mismo tiempo.
Parker Hall (2008) propone que no es la ira lo problemático, sino la rabia, un fenómeno totalmente diferente; la rabia se conceptualiza como preverbal, precognitiva, el mecanismo de defensa psicológico que se origina en la primera infancia como una respuesta al trauma sufrido cuando el entorno del niño no responde a sus necesidades. La rabia es interpretada como un intento de pedir ayuda de un niño que experimenta el terror y cuya supervivencia misma se siente en peligro. El niño no puede manejar las emociones abrumadoras que se activan y necesitan un cuidador que se adapte a ellos, para evaluar con precisión cuáles son sus necesidades, los reconforte y calme. Si reciben el apoyo suficiente de esta manera, los niños terminan por aprender a procesar sus propias emociones. Los problemas de rabia se conceptualizan como "la incapacidad de procesar las emociones o experiencias de la vida" (ibid), ya sea porque la capacidad de regular las emociones (Schore, 1994) no ha sido suficientemente desarrollada (el más común) o porque se ha perdido temporalmente debido a un trauma más reciente. La rabia es entendida como "un montón de sentimientos tratando de salir de una vez" (Harvey, 2004) o priman las emociones no diferenciadas, que se derraman cuando un acontecimiento de la vida no puede ser procesado, no importa lo trivial, pone más tensión en el organismo de lo que puede soportar.
La elaboración de la rabia de esa manera tiene implicaciones para el trabajo terapéutico con personas con tales dificultades. Si la rabia es aceptada como preverbal, como fenómeno precognitivo (y la mayoría de los pacientes la describen coloquialmente como "perder el hilo") se deduce que las estrategias cognitivas, los compromisos de provocar un comportamiento diferente, o programas educativos (las formas más comunes de las intervenciones en el Reino Unido en la actualidad) son contraindicados. Parker Hall propone una relación terapéutica empática para apoyar a los pacientes a desarrollar o recuperar su capacidad organísmica (Rogers, 1951) o a procesar sus a menudo multitud de traumas (eventos de la vida no procesados). Este enfoque es una crítica a las intervenciones dominantes de la rabia en el Reino Unido, incluyendo la libertad condicional, la prisión y los modelos de la psicología, la cual argumenta, no se ocupa de la rabia en un nivel suficiente.

## Predisposición
Factores comunes que pueden predisponer a alguien a tener ira son: fatiga, hambre, frustración sexual, celibato involuntario, recuperación de una herida, el uso de drogas, desempleo,  cambios hormonales, problemas familiares, sociales y económicos.

### Predisposición genética
Al final del siglo XIX, Sigmund Freud, el padre del psicoanálisis, argumentó que los individuos nacen con un innato sentido del amor, pero que la ira y la hostilidad llegan cuando la necesidad de amor no es satisfecha o es frustrada. Un siglo después, este punto de vista fue criticado por la Sociedad Psicológica Estadounidense y por la Asociación Antropológica estadounidense. Esta última concluyó, en 1988, que el ser humano no está genéticamente predispuesto a la ira ni a la violencia, y que la violencia no puede ser científicamente relacionada con el proceso natural de evolución.

### Síntomas
El enfado puede ser de uno de los dos tipos principales: ira pasiva e ira agresiva.
Estos dos tipos de cólera tienen algunos síntomas característicos:

#### Ira pasiva
La ira pasiva puede expresarse de las siguientes maneras:
- Desapasionamiento: evitar expresar comentarios/críticas abiertamente para expresarlos a espaldas del otro, o susurrar, evitando el contacto visual como desprecio a los demás, mostrar indiferencia o sonrisas falsas, mirando impasible, falta de decisión, adormecer los sentimientos con el abuso de drogas, comer en exceso, dormir demasiado, no responder a la ira de otro, frigidez, caer en prácticas sexuales que deprimen la espontaneidad y convertirse en objeto de los participantes, pasar grandes cantidades de tiempo con máquinas, objetos o actividades intelectuales, hablar de frustraciones sin expresar sentimientos.
- Derrotismo: predisponer a uno mismo o a los demás al fracaso, hacerse la víctima, elegir a personas poco confiables de las que depender, ser propenso a los accidentes, tener bajo rendimiento, impotencia sexual, expresar frustración por cosas insignificantes, haciendo caso omiso de las serias.
- Manipulación mental: provocar a la gente y a continuación mostrarse condescendiente con ellos, o quedarse al margen, chantaje emocional, falsa tristeza, fingir una enfermedad, sabotear las relaciones, provocar sexualmente, utilizar a un tercero para transmitir sentimientos negativos, negar dinero o recursos.
- Autoculpabilidad: disculparse continuamente, ser demasiado crítico, invitar a la crítica.
- Autosacrificio: mostrar sufrimiento y negarse a recibir ayuda o mendigar agradecimiento.
- Comportamiento obsesivo: ser excesivamente limpio y ordenado, mantener todo bajo control constantemente, mantener dietas excesivas o comer excesivamente, exigir que todos los trabajos se hagan a la perfección.
- Evasividad: dar la espalda en una crisis, evitar los conflictos, no responder a las discusiones, no dirigir la palabra a alguien (se conoce coloquial y figurativamente como "aplicar la ley del hielo"), llegando a convertirse en fóbico.

#### Ira agresiva
Los síntomas de ira agresiva son:
- Acoso, como puede ser amenazar a las personas directamente, persiguiendo, empujando, usar el poder para oprimir a los demás, gritar, empujando a alguien afuera del camino, jugar con las debilidades de los demás.
- Destrucción, como es destruir objetos como vandalismo, provocar incendios, hacer daños a los animales, abuso de niños, destruir una relación, manejo peligroso al volante, abuso de sustancias, violar a las personas (mujeres o niños), robar, estafar. Puede traer como consecuencia sanciones penales privativas de libertad ya que estas acciones se consideran delitos.
- Grandiosismo,  como alardear, expresar desconfianza, no delegar nada, ser mal perdedor, querer todo el centro de la atención todo el tiempo (egocentrismo), no escuchar, hablar por encima de los demás, esperando recibir premios menospreciando el trabajo de otros.
- Carácter nocivo como violencia, abuso verbal, bromas vulgares, destruir confianza de los demás, ofender a las personas, lenguaje obsceno y soez (decir malas palabras sumamente ofensivas), falta de empatía, ignorando los sentimientos de los demás, discriminación, culpar a los demás, castigando a los demás por acciones innecesarias, etiquetando a los demás. A su vez este carácter puede incluir abuso sexual o violación. De ser sostenido en el tiempo, podría hacer que el individuo acabe convirtiéndose en una persona tóxica.
- Comportamiento maniático: hablar muy rápido, caminar muy rápido, manejar demasiado rápido, descuidado en las finanzas (gastar dinero de manera desmedida y compulsiva).
- Egoísmo: ignorar las necesidades de los demás, no ayudar a los demás.
- Amenazas: intimidación diciéndole a los demás cómo alguien puede lastimarlos, a su propiedad o sus prospectos, señalar con el dedo, apretón de puños, llevar ropa o símbolos asociados a conductas violentas, ir muy cerca del auto de adelante, pitar demasiado, destruir cosas, dar portazos. En casos más extremos llega a usar armas blancas o de fuego, lo cual podría hacerle incurrir en asesinatos trayendo como consecuencia sanciones penales de muchos años de prisión.
- Acusación injusta: acusar a otras personas por errores de uno, culpando a la gente por sus sentimientos, hacer acusaciones generales.
- Impredecibilidad: explota de rabia por frustraciones menores, atacar indiscriminadamente, castigar injustamente, infligir daño a otros por puro placer, usando alcohol y drogas,[15] argumentos ilógicos.
- Venganza: ser sobre-castigador. Esto difiere de la justicia retributiva, ya que la venganza es personal, y posiblemente a nivel ilimitado.

## Aspecto religioso

### En el cristianismo
Según la Iglesia católica, la Ira es uno de los siete pecados capitales del ser humano. Puede ser ira contra los demás, plasmada mediante el asesinato, o ira contra uno mismo, ejecutada mediante el suicidio. De ambas formas es condenada por el catolicismo.
En 1589 Peter Binsfeld, basándose libremente en fuentes anteriores, asoció a la ira con el demonio Amon, que tentaba a la gente por medios asociados al pecado. 
La Paciencia es una de las Siete Virtudes que forman parte del Catecismo de la Iglesia Católica, la cual sirve para que el cristiano sepa cómo afrontar la tentación de Ira, puesto que se contrapone a ella y, por ello, sirve como toda virtud a salvar el alma. 

"Sepan esto, mis amados hermanos. Todo hombre tiene que ser presto en cuanto a oír, lento en cuanto a hablar, lento en cuanto a ira; porque la ira del hombre no obra la justicia de Dios.  Por lo tanto, desechen toda suciedad, y esa cosa superflua, la maldad, y acepten con apacibilidad la implantación de la palabra que puede salvar sus almas."
(Sntg 1: 19-21) (Traducción del Nuevo Mundo).

En la Divina comedia de Dante Alighieri ocupan el séptimo círculo del infierno, vigilado por el Minotauro y dividido por tres círculos llenos de piedra y rodeados por un gran río de sangre. A partir de este espacio cada círculo empieza a tener divisiones que albergan una pena en particular, por ejemplo los espíritus malditos que están divididos en tres: los violentos, los injuriosos y los usureros. Primer recinto del séptimo círculo: Los violentos. Su suplicio: el Minotauro. El centauro Neso pasa a Dante a través del Flegetón. Segundo recinto del séptimo círculo: Los violentos contra sí mismos: los suicidas, los disipadores. Tercer recinto del séptimo círculo: Los violentos contra Dios, contra la naturaleza y contra la Sociedad. En el Purgatorio ocupan la tercera repisa.

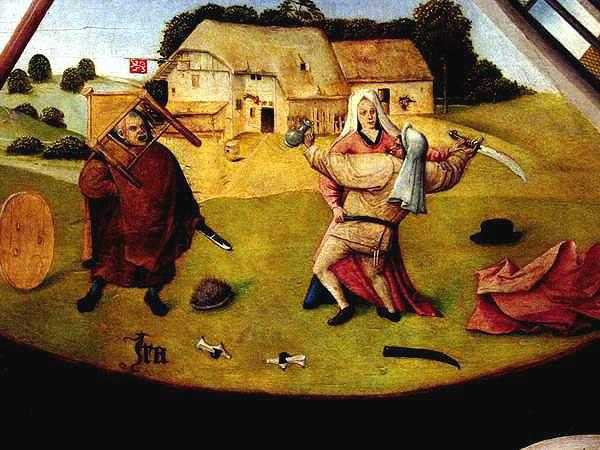
Detalle de la Ira, Mesa de los pecados capitales por Hieronymus Bosch..

### En el islam
En el islam, la ira se considera como muestra de debilidad. Mahoma dijo, 

“El fuerte no es el que supera gente por su fuerza, sino que fuerte es el que se controla mientras sufre de ira.”

“Los mejores de ustedes son los que son lentos en enfadarse y rápidos en calmarse… Guárdate de ira, porque es un carbón vivo en el corazón de los descendientes de Adán.”

### En el budismo
En el budismo se define como: "ser incapaz de soportar el objeto o la intención de causar daño al objeto”. Se considera como una aversión con una exageración más fuerte, y se enumera como uno de los cinco obstáculos. Es una idea falsa común que los santos espirituales nunca sufren ira. Esto no es verdad: incluso el dalái lama, el gurú espiritual de monjes tibetanos, se enoja. Sin embargo, hay una diferencia; a menudo una persona espiritual es consciente de la emoción y de la manera en la que puede ser manejada. Así, en respuesta a la pregunta: "¿Es la ira aceptable en el budismo?" El dalái lama contestó:

"El budismo en general enseña que la ira es una emoción destructiva, y aunque la ira pudo tener algunos efectos positivos en términos de supervivencia o ultraje moral, no acepto la ira ni la agresión como una emoción virtuosa ni como comportamiento constructivo. El Buddha Gautama ha enseñado que hay tres kleshas básicas en la raíz del samsara (ignorancia, ilusión) o en el ciclo vicioso del renacimiento. Estos son avaricia, odio y engaño - también traducible como el apego, la ira, y la ignorancia. Nos traen la confusión y la miseria más que la paz, la felicidad, y el éxito. Está en nuestro propio interés purificarlos y transformarlos".

### En el hinduismo
Los objetos de ira se perciben como obstáculo para la satisfacción de los deseos de la persona enojada.